# Subprefeitura de Santana/Tucuruvi
A Subprefeitura de Santana/Tucuruvi é uma das 32 subprefeituras da cidade de São Paulo, sendo regida pela Lei nº 13.999 de 1º de agosto de 2002.
Responsável pela gestão e administração de serviços públicos em sua área de abrangência. Localiza-se na zona norte da cidade e abrange três distritos da Zona Norte: Santana, Tucuruvi e Mandaqui, que somados representam uma área de 34,7 km², e habitada por mais de 324 mil pessoas. A subprefeitura cuida de várias funções, incluindo manutenção de vias públicas, limpeza urbana, fiscalização de comércio e construções, zeladoria de praças e parques, e atendimento às demandas da população local. Sua sede está localizada na Avenida Tucuruvi, 808 no bairro homônimo.
Esta subprefeitura tem um papel fundamental na articulação entre a população e a administração central da cidade, buscando resolver problemas específicos e melhorar a qualidade de vida dos moradores. Além disso, trabalha em conjunto com outros órgãos municipais para implementar políticas públicas e projetos urbanos. O objetivo é promover o desenvolvimento sustentável e a integração das comunidades através de ações que atendam às necessidades locais de infraestrutura, segurança, saúde, educação e cultura.

## Distrito de Santana
- IDH: 0,925 - muito elevado (19° da cidade)
- População: 110.086
- Área: 12,6 km²
- Principais bairros: Água Fria, Chora Menino, Jardim São Paulo, Santa Teresinha, Santana, Vila Paulicéia e Alto de Santana.

Criado em 1898 é o distrito o mais populoso da área de administração da prefeitura regional. Servido por quatro estações do Metrô, duas delas estão ligadas a dois terminais de ônibus, o Santana e o Tietê.
Abriga o Campo de Marte, Arquivo Público do Estado de São Paulo, Cemitério de Santana, Parque da Juventude, Anhembi Parque, Museu do Dentista, bibliotecas e dois teatros sendo o distrito mais desenvolvido da Zona Norte. O Alto de Santana e o Jardim São Paulo, são regiões nobres localizadas em sua extensão.